# Блауэн (Баденвайлер)
Блауэн (нем. Blauen) — гора высотою 1165 м над уровнем моря, расположенная на западном краю южного Шварцвальда в районе города Баденвайлер; также известна как Хохблауэн.

## История и описание
В XIV веке название горы, известной сегодня как Блауэн, писалось как «Blauwen» или «Blawen». В середине XVII века источники называют гору «Hoche Blawen» («высокий Блауэн»). В 1845 году в топографическом атласе появляется современное написание — «Blauen».
Дорога на гору — Hochblauenstraße — была открыта для частного транспорта в 1928 году. С 2011 года, в течение летних месяцев, также существует автобусный маршрут, который по воскресеньям и праздникам позволяет добраться от Базеля до вершины горы на высоте в 1165 м. Туристические объекты на горе впервые появились в 1872 году — когда была открыта первая лесная гостиница — хижина «Вальдшенке». В июне 1875 года была открыта первая полноценная гостиница «Krone des Blauen», расширенная в 1890 году (и повторно в 1965—1966 годах) в связи с ростом числа туристов. С 1925 года на вершине горы появилось электричество.